# سمكة ذهبية

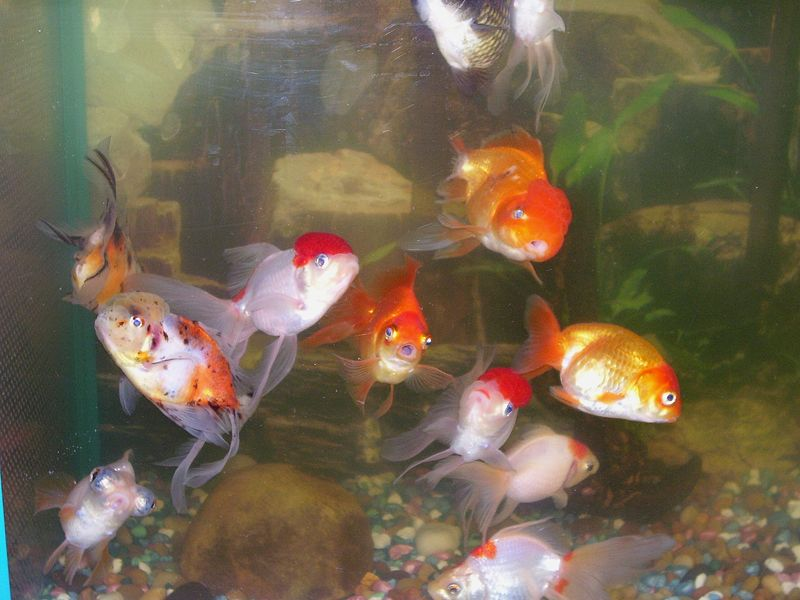
أنواع مختلفة من السمك الذهبي

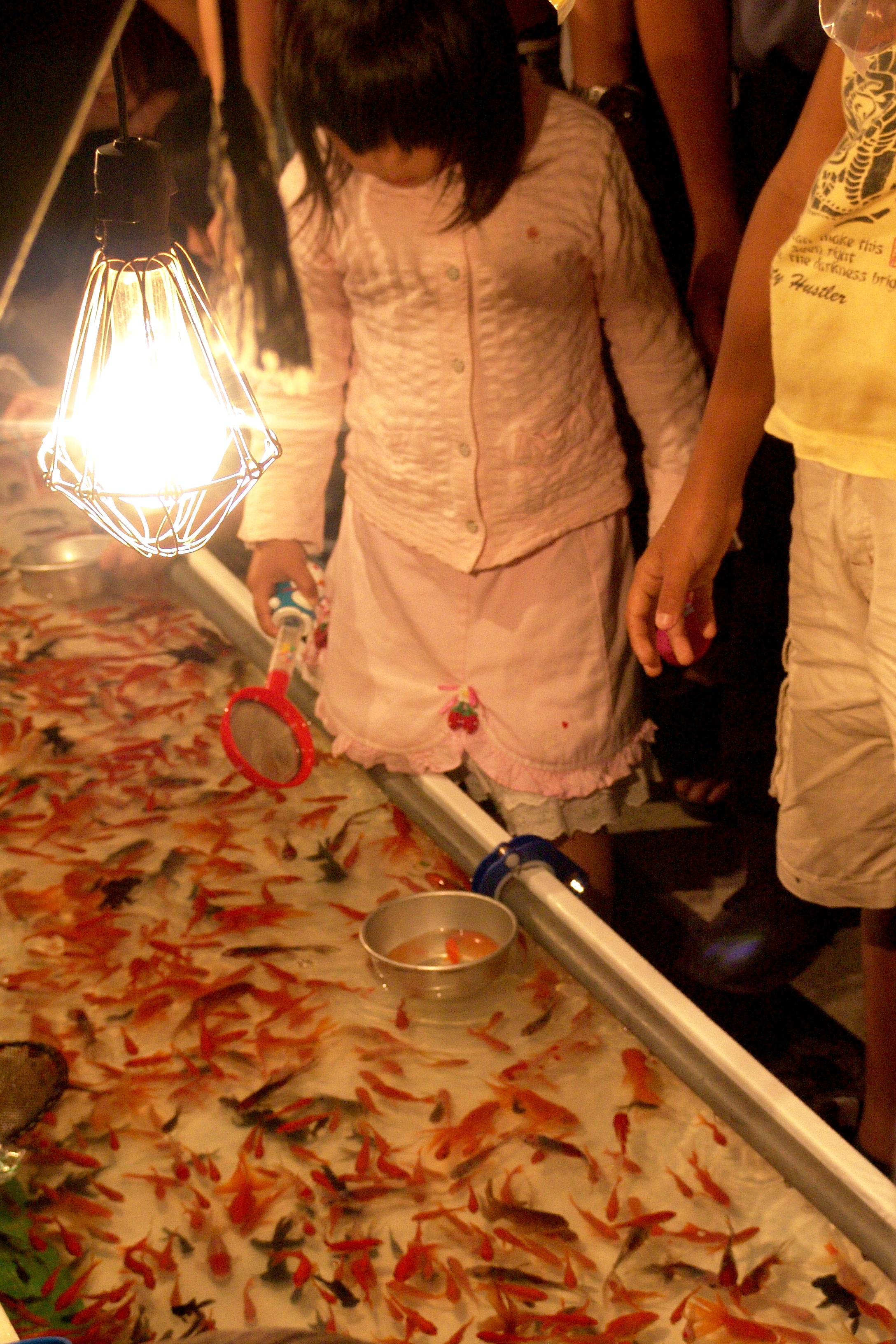
سمك ذهبي في صهريج

السَمكة الذَهبية تطلق على أنواع كثيرة من الاسماك أو الدُرُبّ أو الدُّوع الذهبي أو السَّبّوط الذهبي (بالإنجليزية: Goldfish) واسمه العلمي (باللاتينية: Carassius auratus auratus) هي من أكثر الأسماك التي يشاع تربيتها في المماهات أو الأحواض المنزلية. تنتمي الأسماك الذهبية إلى عائلة الشبوطيات ، وتسمى في بعض الأحيان بالشبوط الذهبي.

## دُرُبّفي اللغة
إستنادا للمعجم الكبير فان درب هو نوع من أسماك المياه العذبة في الصين واليابان، ومنهما انتشر في أرجاء العالم ليتخذ طعاما أو يربى للزينة، فيتحول لونه البني الطبيعي إلى اللون الذهبي. يتحمل قلة الأكسيجين ومن ثم يستطيع العيش في الانهار الملوثة، يتكاثر في أواسط فصل الصيف، ولا تكتسب صغاره لونها الذهبي الخالص إلا بعد ثمانية عشر شهرا، وقد أنتج منه المربون سلالات كثيرة، بعضها بالغ الغرابة في الشكل.

## الموطن وبيانات عامة
تعتبر الصين الموطن الأصلي لهذه الأسماك، كما أنها أول من قامت بتربيتها في الأحواض. تتميز الأسماك الذهبية بتنوعها الشديد من ناحية الشكل واللون، حيث تم تهجين أنواعاً مختلفة منها على مر العصور ، لكنها تكون أقل تلوناً في البرية. ويعود سبب تربية وتهجين هذه الأسماك إلى التغيرات التي ترافقها باختلاف البيئة المحيطة بها، كما تميل بعض أنواعها إلى إنتاج صبغة مميزة، بما فيها صبغة الزانوفوريس التي تحتوي على الجزرين ، مما يعطي بعضها لوناً ذهبياً لامعاً.
كذلك، فقد كانت الأسماك الذهبية موضعاً مستمراً للفنون الصينية، في عصر مينغ بشكل خاص، حيث وجدت لوحات وتماثيل ومنحوتات عديدة تصورها.
تنموا السمكة الذهبية في بعض الأحيان لتبلغ حوالي 18 انش طولا - 48 سنتمتر - ويصل وزنها حوالي 4.5 كلغم في بعض الأحيان ولكن في المعدل تبلغ الاسماك الذهبية حوالي نصف هذه الاحجام
في وجود بيئه عيش جيده، تعيش السمكة الذهبية لتبلغ حوالي 20 سنه من العمر. اما في البيوت فيبلغ معدل عمر السمك الذهبي من 6-8 سنوات بسبب الظروف البيئية الصعبة.

## سلالات السمك الذهبي أو الدُّرُب
- درب شائع، سمك ذهبي الشائع، (بالإنجليزية: Common Goldfish)
- سمكة الؤلؤية، (بالإنجليزية: Pearl Scale Goldfish)
- درب بيضي، جولدفيش البيضة، (بالإنجليزية: Egg Fish)
- سمكة البومبون، (بالإنجليزية: Pompon Goldfish)
- درب خِماري الذيل، فيلتيل، (بالإنجليزية: Veiltail Goldfish)
- درب سماويّ، سمكة سيليستيل، (بالإنجليزية: Celestail Goldfish)
- سمكة الدائرية المرقطة، (بالإنجليزية: Ryukin)
- رأس الأسد، (بالإنجليزية: Lionhead)
- درب مروحي الذيل، سمكة ذات الذيل المروحي، (بالإنجليزية: Fantail goldfish)
- سمكة التلسكوبية السوداء، (بالإنجليزية: Black Moor)
- سمكة العين الفقاعية، (بالإنجليزية: Bubble Eye)
- سمكة أورندا، (بالإنجليزية: Oranda)
- سمكة مرقطة شبنكن، (بالإنجليزية: Shubunkin)
- درب المذنب، جولدفيش ذات الذنب، (بالإنجليزية: Comet goldfish)